# Chamaesyrphus caledomicus
Chamaesyrphus caledomicus? là một loài ruồi trong họ Ruồi giả ong (Syrphidae). Loài này được Collin mô tả khoa học đầu tiên năm 1940. Chamaesyrphus caledomicus? phân bố ở vùng Cổ Bắc giới